# Debashish Chaudhuri
Debashish Chaudhuri (* 14. října 1975 Kalkata) je indický dirigent žijící od roku 2000 v Praze. Je členem správní rady Hudebního festivalu Antonína Dvořáka v Příbrami a členem volného sdružení profesionálních pianistů PETROF Art Family. V roce 2016 vedl turné české Filharmonie Bohuslava Martinů v Indii po 57 letech

## Životopis
Narodil se v Kalkatě, kde působil jako vedoucí hudební katedry James' School. Dirigoval čtyři pěvecké sbory a aktivně se podílel na místním hudebním životě. Založil školní orchestr St. James 'a Calcutta School of Music Chamber Orchestra a komorní orchestr při Calcutta School of Music.
Po studiích v Indii, Spojených státech amerických, Singapuru a Anglii přijel do České republiky, kde nejprve absolvoval dirigentské kurzy v Kroměříži a následně začal studovat dirigování na Pražské konzervatoři. V letech 2003 a 2004 studoval u maestra Gianluigiho Gelmettiho na Accademia Musicale Chigiana v italské Sieně. V roce 2004 získal 1. cenu na dirigentské soutěži ve švýcarském Lausanne a v roce 2005 stal prvním Indem, který se probojoval mezi finalisty dirigentské soutěže ve francouzském Besançonu.

## Spolupráce s orchestry
Pracuje s českými i zahraničními orchestry. Mezi nejznámější patří Filharmonie Bohuslava Martinů,
Moravská filharmonie Olomouc, Plzeňská filharmonie, Janáčkova filharmonie Ostrava, PKF – Prague Philharmonia, Pardubická komorní filharmonie, Jihočeská komorní filharmonie, Filharmonie Brno, Camerata Moravia, Sofia Festival Orchestra, Imperial College Sinfonietta. Opakovaně diriguje abonentní koncerty s repertoárem od Edwarda Elgara, Alberta Roussella, Sergeje Rachmaninova, Maurice Ravela, Franze Schuberta, Antonína Dvořáka, Jana Vaňhala, Viléma Blodka, Ference Liszta, Nikolaje Korsakova až po Johna Mayera, Jeana Jarreho a Pavla Blatného.

## Speciální projekty
V roce 2006 inicioval koncerty Lions Clubu Bohemia ve prospěch nevidomých a slabozrakých, který 10 let dirigoval, mezi sólisty pozval mimo jiných také Václava Hudečka, Igora Ardaševa, Janu Chaudhuri, Pavla Šporcla. Na žádost indického velvyslance dirigoval v roce 2012 mimořádný koncert k uctění 150 let výročí narození Rabindranátha Thákura, stejně jako o rok později koncert k uctění 150 let výročí narození Svámího Vivékánandy. V roce 2006 a 2013 vytvořil koncert Asijské inspirace. Ve filharmonickém projektu Namaste India v roce 2013 spojil sitár a tabla jako sólové nástroje s Plzeňskou filharmonií a uvedl českou premiéru skladby Shiva Nataraj od Johna Mayera. Vedl tzv. uměleckou intervenci v rámci projektu Krekr (kreativitou k rozvoji) Plzeň 2015. V roce 2015 dirigoval závěrečný koncert festivalu Antonína Dvořáka v Příbrami a uvedl premiéru skladby Hiawatha song.
V roce 2016 vedl turné Filharmonie Bohuslava Martinů jako prvního českého orchestru v Indii po 57 letech.

Je ženatý s českou pianistkou Janou Chaudhuri. Vedle společných koncertů podporují společensky prospěšné projekty – hnutí fair trade, adopci na dálku v Indii a Ugandě, koncerty pro děti a získávání nového publika. Bratr Rajat Chaudhuri je akademickým malířem v americkém Denveru. Rodiče žijí v Kalkatě.